# Campeonato Soviético de Xadrez de 1949

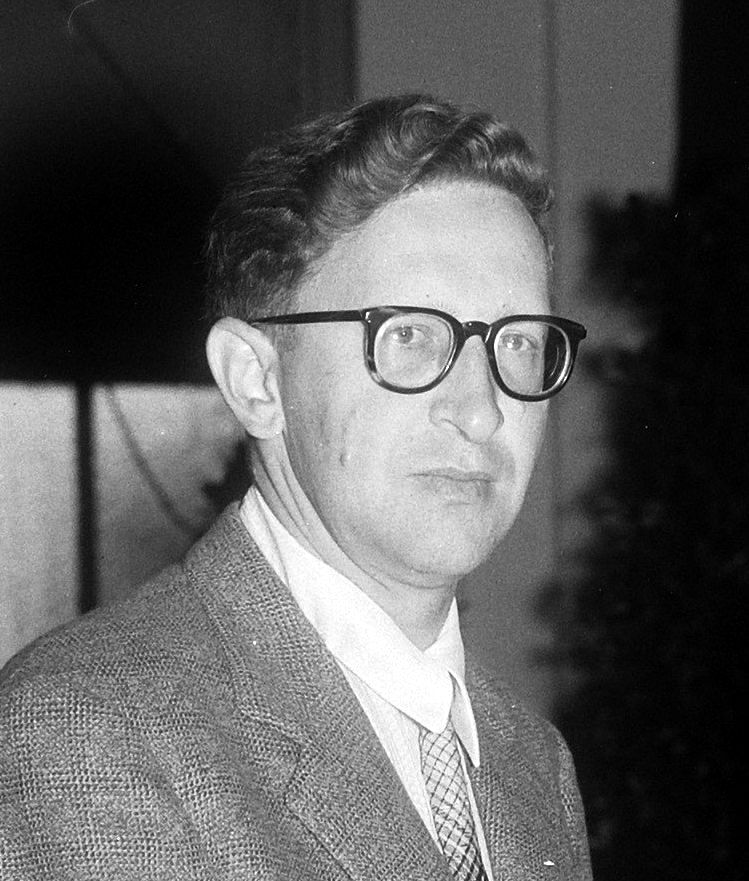
Vassily Smyslov

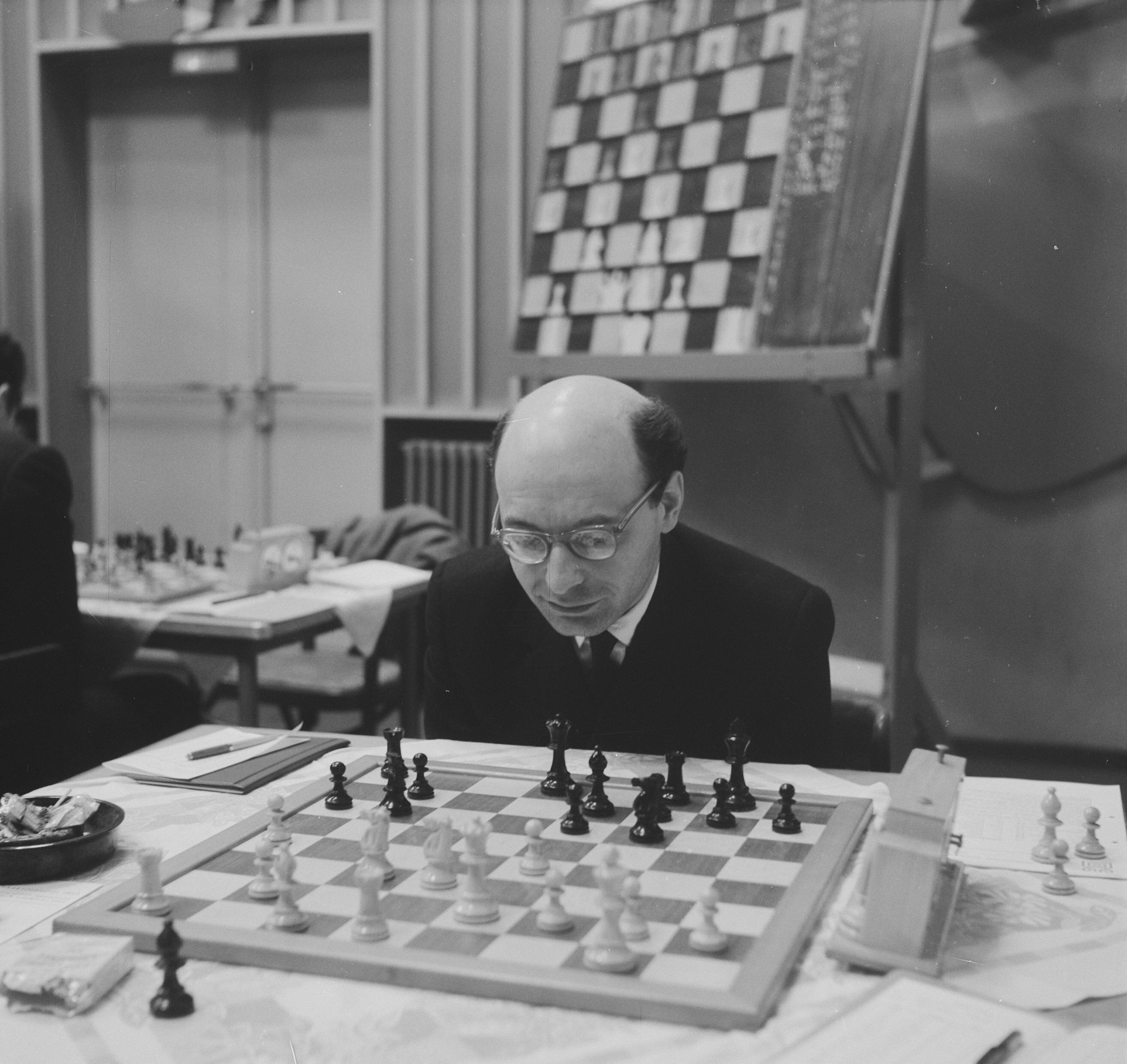
David Bronstein

O Campeonato Soviético de Xadrez de 1949 foi a 17ª edição do Campeonato de xadrez da União Soviética, realizado em Moscou, de 16 de outubro a 20 de novembro de 1949. A competição foi vencida por  Vassily Smyslov e David Bronstein. Semifinais foram jogadas em Moscou, Leningrado, Tbilisi e Vilnius. Mais uma vez Mikhail Botvinnik não participou, uma vez que estava afastado dos campeonatos de xadrez para terminar sua tese de doutorado em engenharia. Esse campeonato marcou as estreias do futuro campeão mundial Tigran Petrosian e do grande mestre Efim Geller

## Classificação e resultados
| N° | Jogador            | 1 | 2 | 3 | 4 | 5 | 6 | 7 | 8 | 9 | 10 | 11 | 12 | 13 | 14 | 15 | 16 | 17 | 18 | 19 | 20 | Total |
| -- | ------------------ | - | - | - | - | - | - | - | - | - | -- | -- | -- | -- | -- | -- | -- | -- | -- | -- | -- | ----- |
| 1  | Vassily Smyslov    | - | 1 | ½ | ½ | 0 | ½ | ½ | ½ | 1 | 1  | 1  | ½  | 1  | ½  | ½  | 1  | 1  | 0  | 1  | 1  | 13    |
| 2  | David Bronstein    | 0 | - | ½ | ½ | ½ | ½ | ½ | 1 | ½ | 1  | ½  | 1  | ½  | 1  | 1  | ½  | 1  | 1  | ½  | 1  | 13    |
| 3  | Efim Geller        | ½ | ½ | - | ½ | 1 | 1 | 1 | 0 | ½ | 0  | 1  | 0  | 0  | ½  | 1  | 1  | 1  | 1  | 1  | 1  | 12½   |
| 4  | Mark Taimanov      | ½ | ½ | ½ | - | 0 | ½ | ½ | 1 | 1 | ½  | ½  | 1  | ½  | 1  | 1  | ½  | ½  | ½  | 1  | 1  | 12½   |
| 5  | Semyon Furman      | 1 | ½ | 0 | 1 | - | 1 | 0 | 1 | ½ | ½  | ½  | ½  | 1  | 0  | 0  | 1  | 0  | 1  | 1  | 1  | 11½   |
| 6  | Isaac Boleslavsky  | ½ | ½ | 0 | ½ | 0 | - | ½ | ½ | 1 | 1  | ½  | ½  | ½  | 1  | 1  | ½  | 1  | ½  | 1  | ½  | 11½   |
| 7  | Alexander Kotov    | ½ | ½ | 0 | ½ | 1 | ½ | - | ½ | 0 | ½  | 1  | 0  | ½  | 0  | 1  | 1  | 1  | 1  | 1  | 1  | 11½   |
| 8  | Paul Keres         | ½ | 0 | 1 | 0 | 0 | ½ | ½ | - | ½ | ½  | ½  | 1  | 1  | 1  | ½  | 1  | 1  | 1  | 0  | ½  | 11    |
| 9  | Lev Aronin         | 0 | ½ | ½ | 0 | ½ | 0 | 1 | ½ | - | ½  | ½  | ½  | ½  | 1  | 1  | ½  | ½  | 1  | ½  | ½  | 10    |
| 10 | Ratmir Kholmov     | 0 | 0 | 1 | ½ | ½ | 0 | ½ | ½ | ½ | -  | ½  | 0  | 1  | ½  | 1  | ½  | ½  | 1  | 1  | ½  | 10    |
| 11 | Salo Flohr         | 0 | ½ | 0 | ½ | ½ | ½ | 0 | ½ | ½ | ½  | -  | ½  | 1  | ½  | ½  | 1  | ½  | 1  | 0  | ½  | 9     |
| 12 | Alexey Sokolsky    | ½ | 0 | 1 | 0 | ½ | ½ | 1 | 0 | ½ | 1  | ½  | -  | ½  | ½  | 0  | ½  | ½  | 0  | ½  | ½  | 8½    |
| 13 | Andor Lilienthal   | 0 | ½ | 1 | ½ | 0 | ½ | ½ | 0 | ½ | 0  | 0  | ½  | -  | ½  | 1  | 0  | 1  | ½  | ½  | ½  | 8     |
| 14 | Vladas Mikenas     | ½ | 0 | ½ | 0 | 1 | 0 | 1 | 0 | 0 | ½  | ½  | ½  | ½  | -  | 0  | 0  | 1  | ½  | ½  | 1  | 8     |
| 15 | Nikolai Kopylov    | ½ | 0 | 0 | 0 | 1 | 0 | 0 | ½ | 0 | 0  | ½  | 1  | 0  | 1  | -  | ½  | 1  | ½  | ½  | 1  | 8     |
| 16 | Tigran Petrosian   | 0 | ½ | 0 | ½ | 0 | ½ | 0 | 0 | ½ | ½  | 0  | ½  | 1  | 1  | ½  | -  | 0  | 1  | 1  | 0  | 7½    |
| 17 | Viacheslav Ragozin | 0 | 0 | 0 | ½ | 1 | 0 | 0 | 0 | ½ | ½  | ½  | ½  | 0  | 0  | 0  | 1  | -  | ½  | ½  | 1  | 6½    |
| 18 | Grigory Levenfish  | 1 | 0 | 0 | ½ | 0 | ½ | 0 | 0 | 0 | 0  | 0  | 1  | ½  | ½  | ½  | 0  | ½  | -  | 1  | 0  | 6     |
| 19 | Victor Liublinsky  | 0 | ½ | 0 | 0 | 0 | 0 | 0 | 1 | ½ | 0  | 1  | ½  | ½  | ½  | ½  | 0  | ½  | 0  | -  | ½  | 6     |
| 20 | Grigory Goldberg   | 0 | 0 | 0 | 0 | 0 | ½ | 0 | ½ | ½ | ½  | ½  | ½  | ½  | 0  | 0  | 1  | 0  | 1  | ½  | -  | 6     |